# Mel (canção)
"Mel" é uma canção de MPB com letra escrita por Waly Salomão e música composta por Caetano Veloso. A canção faz parte do repertório da cantora Maria Bethânia, que a lançou em 1979 no seu famoso álbum de mesmo nome, e desde então é um dos seus maiores sucessos.

## Informações
Ainda colhendo os frutos do sucesso do álbum Álibi (1978), Maria Bethânia, durante a preparação do seu disco de 1979, pediu uma canção ao seu amigo Waly Salomão. Bethânia já havia gravado duas canções dele: "Anjo Exterminado" (em parceria com Jards Macalé) no álbum Drama - Anjo Exterminado (1972) e "A Voz de Uma Pessoa Vitoriosa" (em parceria com Caetano Veloso) no álbum Álibi.
Quando Bethânia pediu a canção, Waly estava tenso e nada conseguia escrever. Ele relatou o problema por telefone a Caetano, e esse contou a Bethânia, conselhando-a a desistir. A cantora respondeu que queria Waly mil vezes mais tenso, pois assim sairia uma coisa bonita. Waly, irritado, desligou o telefone. Horas depois, Waly entregava a letra inteira e então Caetano a musicou. Segundo Waly Salomão, ele já buscava a letra, mas precisava da "precipitação", do "raio", no caso a "ira" de Bethânia, para acontecer.
"Mel" tornou-se a faixa de abertura do disco de 1979 de Maria Bethânia, além de dar nome ao álbum. Na canção, a personagem se entrega com prazer a uma mulher que ela chama de Abelha-rainha, como um súdito. Há na letra, vários nomes de tipos de abelhas que Waly pesquisara. A letra repete-se duas vezes na gravação. O nome "Abelha-rainha", que está presente no primeiro verso da canção, tornou-se um apelido para a cantora: "Abelha-rainha da MPB". A dupla responsável pela canção, também criou, mais tarde, outros temas de Maria Bethânia, alguns, que também deram nome a álbuns dela: "Talismã" (1980), "Alteza" (1981), "Da Gema" (1984), "Olho d'Água" (1992).
Em 1984, o cantor norte-americano de origem portoriquenha Willie Colón, fez uma versão em espanhol da letra, chama "Miel", e a gravou em seu disco Criollo. Em 1998, ele gravou novamente a canção para o disco Demasiado Corazón. Nesse mesmo ano, Caetano Veloso cantou ao vivo essa versão no show Prenda Minha, que foi lançado em CD e DVD no ano seguinte.